# Torneio de Candidatos de 2002
O Torneio de Candidatos de 2002 foi a última etapa do ciclo de 2002-2004 para escolha do desafiante ao título do Campeonato Mundial de Xadrez pela FIDE. O torneio foi disputado em uma fase de grupos e outra no Sistema eliminatório com oito participantes. A competição durou de 6 a 21 de julho, tendo sido disputada na cidade Dortmund, na Alemanha. Participaram da competição Veselin Topalov, Alexei Shirov, Boris Gelfand, Christopher Lutz, Evgeny Bareev, Michael Adams, Alexander Morozevich e Peter Leko que foi o vencedor.